# Фридрих фон дер Шуленбург
Фридрих Кристоф Даниел фон дер Шуленбург (на немски: Friedrich Christoph Daniel Graf von der Schulenburg; * 10 февруари 1769, Ангерн; † 16 май 1821, Магдебург) е граф на Шуленбург до Залцведел в Алтмарк в Саксония-Анхалт, юрист в Кралство Прусия, пруски президент на Магдебург в провинция Саксония (1816/18 – 1821). Той е рицар на „Йоанитския орден“.

## Биография
Той е най-големият на граф Александер Фридрих Кристоф фон дер Шуленбург (1720 – 1801) и Луиза Елеонора фон Бисмарк (1743 – 1803), дъщеря на Левин-Фридрих фон Бисмарк (1703 – 1774) и София Амалия фон дер Шуленбург (1717 – 1782), дъщеря на Ахац фон дер Шуленбург (1669 – 1731) и София Магдалена фон Мюнххаузен (1688 – 1763). Брат е на Александер Хайнрих Хартвиг фон дер Шуленбург (1770 – 1844) и Йозеф Фердинанд Адолф Ахац фон дер Шуленбург (1776 – 1831), пруски генерал-лейтенант.
Фридрих фон дер Шуленбург е съветник в Херцогство Магдебург. Между 1801 и 1804 г. той напуска държавната си служба, след смъртта на баща му, за да се грижи за имотите на фамилията.
През 1804 г. той отново взема службата си и става военен камера-директор във Варшава. След това е в комисия на Кралство Вестфалия за регулиране на собственостите в Магдебург. През Освоботителните Наполеонови войни (1813 – 1815) той ръководи организацията на защитата в Алтмарк. След образуването на провинция Саксония той става първият президент на управлението в Магдебург.

## Фамилия
Първи брак: на 27 февруари 1803 г. с Хенриета Кристиана Шарлота фон Рот (* 1778; † 9 април 1811), дъщеря на Дайх-хауптман Йохан Кристиан фон Рот-Кьоке и Доротея Албертина фон Хаген. Те имат децата:
- Вилхелмина Албертина Паулина Елеонора Йохана Кора (* 17 януари 1804; † 3 октомври 1844), омъжена

⚭ 15 февруари 1825 г. за Карл Юлиус Хайнрих Богислаус фон Хойм († 23 април 1825)
⚭ 24 септември 1829 г. за Вилхелм Лудвиг Алберт фон Бисмарк (1803 – 1877)
- Августа Юлиана Едита Улрика Матилда (* 13 ноември 1807; † 6 юни 1808)

Втори брак: през 1812 г. с Августа Луиза Адолфина фон Крам (* 13 юли 1793), голямата дъщеря на брауншвайгския ланддрост Фридрих Алберт Ернст фон Крам-Фолкерсхайм и Шарлота Адриана Каролина Амалина фон дер Шуленбург. Те имат две деца:
- Франциска (* 27 декември 1813; † 19 януари 1828)
- Едо Фридрих Кристоф Даниел фон дер Шуленбург (* 27 април 1816, Ангерн; † 6 август 1904, Ангерн), женен на 27 юни 1841 г. за Хелена Александрина Шарлота Флорентина фон Шьонинг-Янсфелде (* 25 април 1823; † 13 април 1901); има осем деца

Вдовицата му Августа Луиза Адолфина се омъжва по-късно за генерал-майор Карл Фридрих фон Флотов (1791 – 1871).